# Parachalcerinys
Parachalcerinys is een geslacht van vliesvleugeligen uit de familie Encyrtidae. De wetenschappelijke naam van dit geslacht is voor het eerst geldig gepubliceerd in 1925 door Girault.

## Soorten
Het geslacht Parachalcerinys omvat de volgende soorten:
- Parachalcerinys coccidoxenoides Girault, 1926
- Parachalcerinys minuta (Girault, 1928)
- Parachalcerinys nonaericornis Girault, 1925